# Алупкинський парк

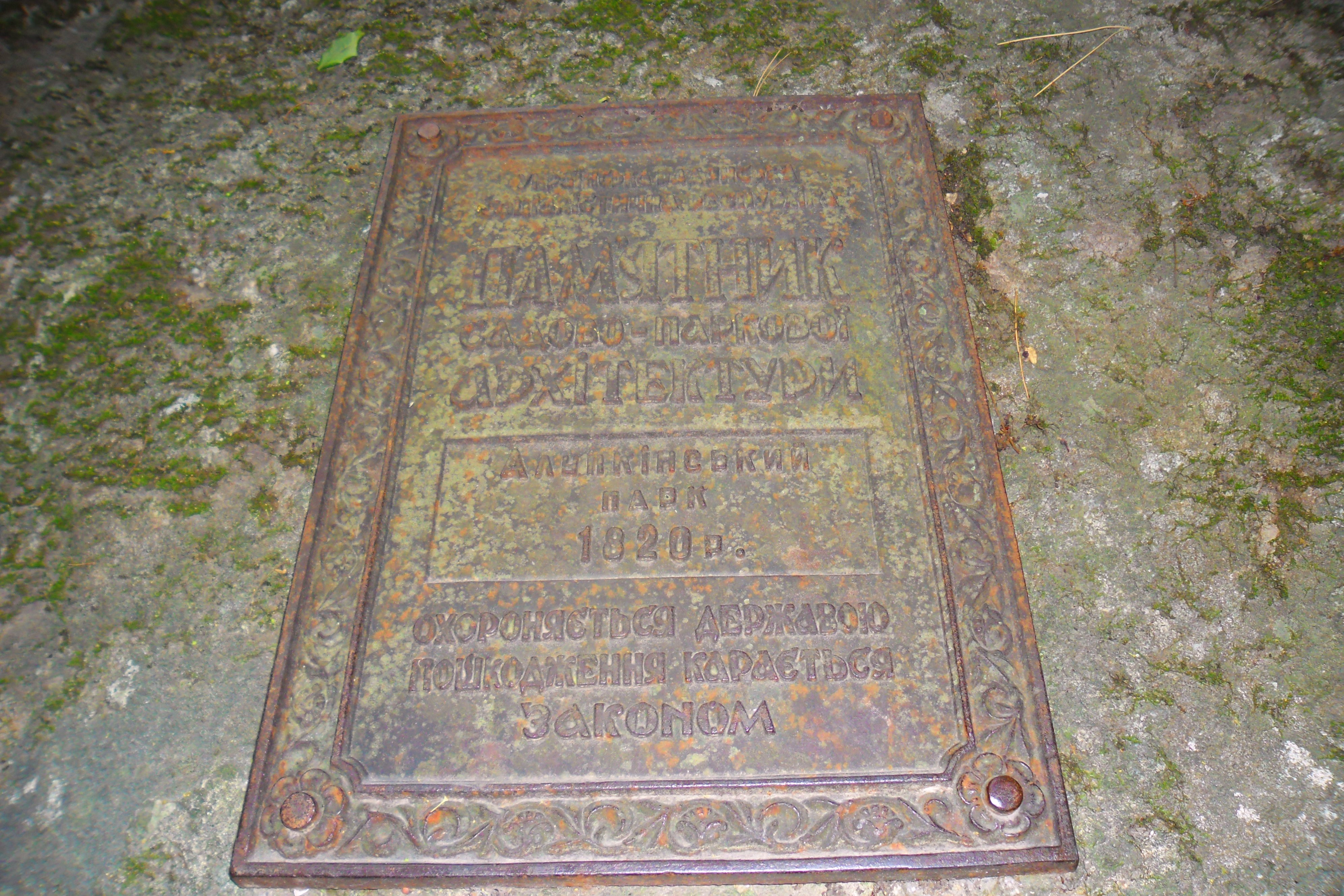

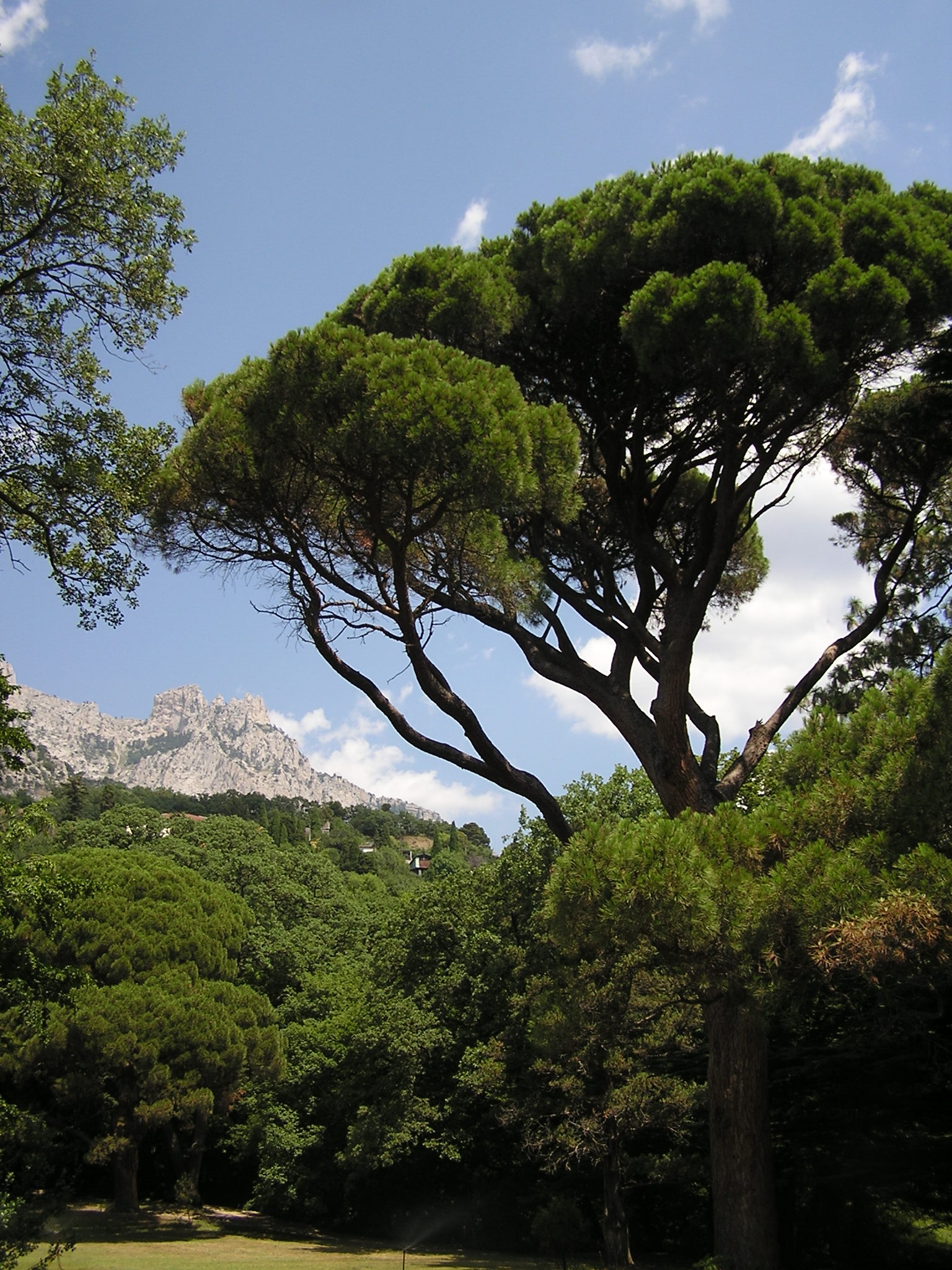
Сосна італійська пінія.

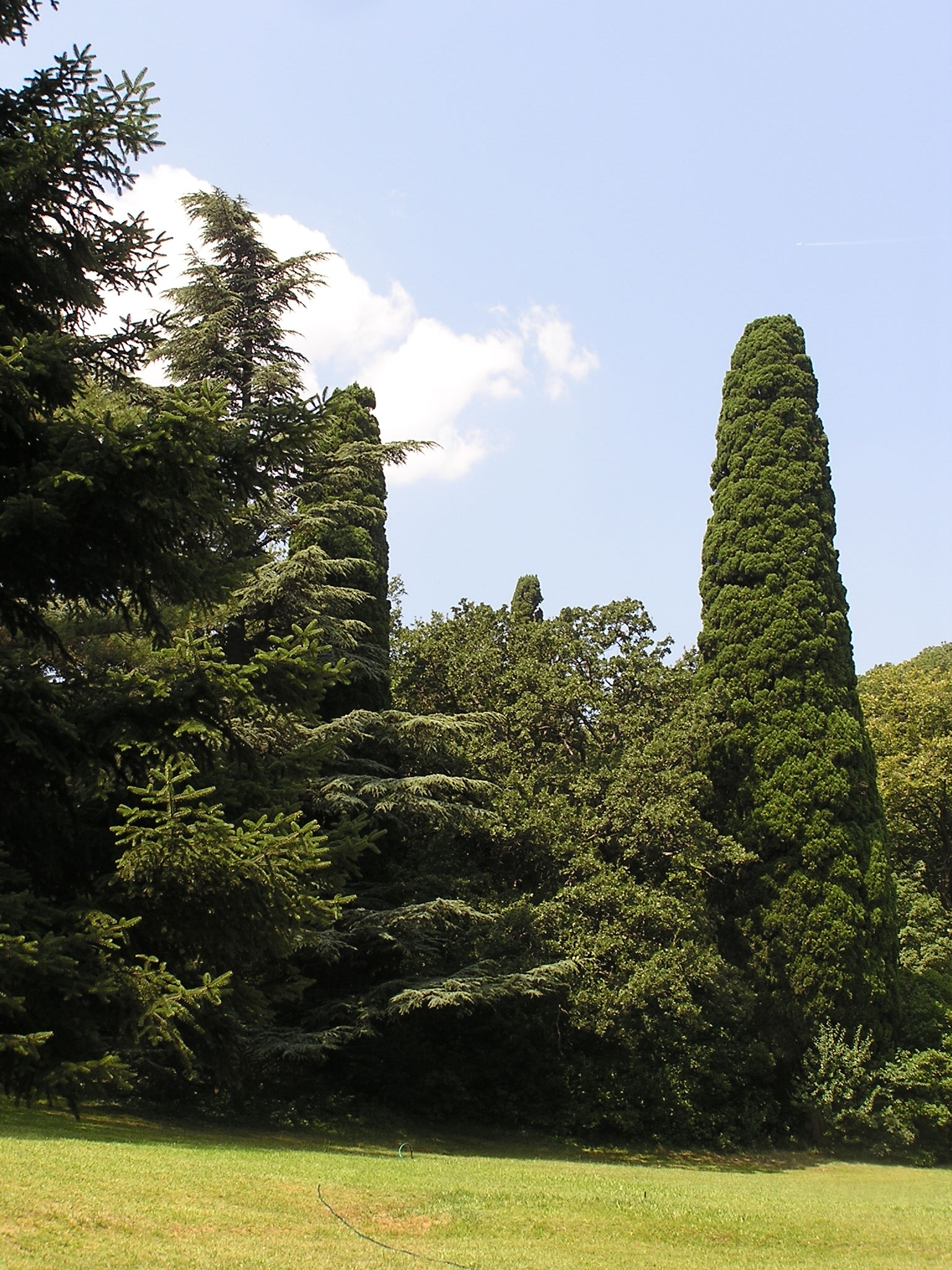
Кипариси і кедри.

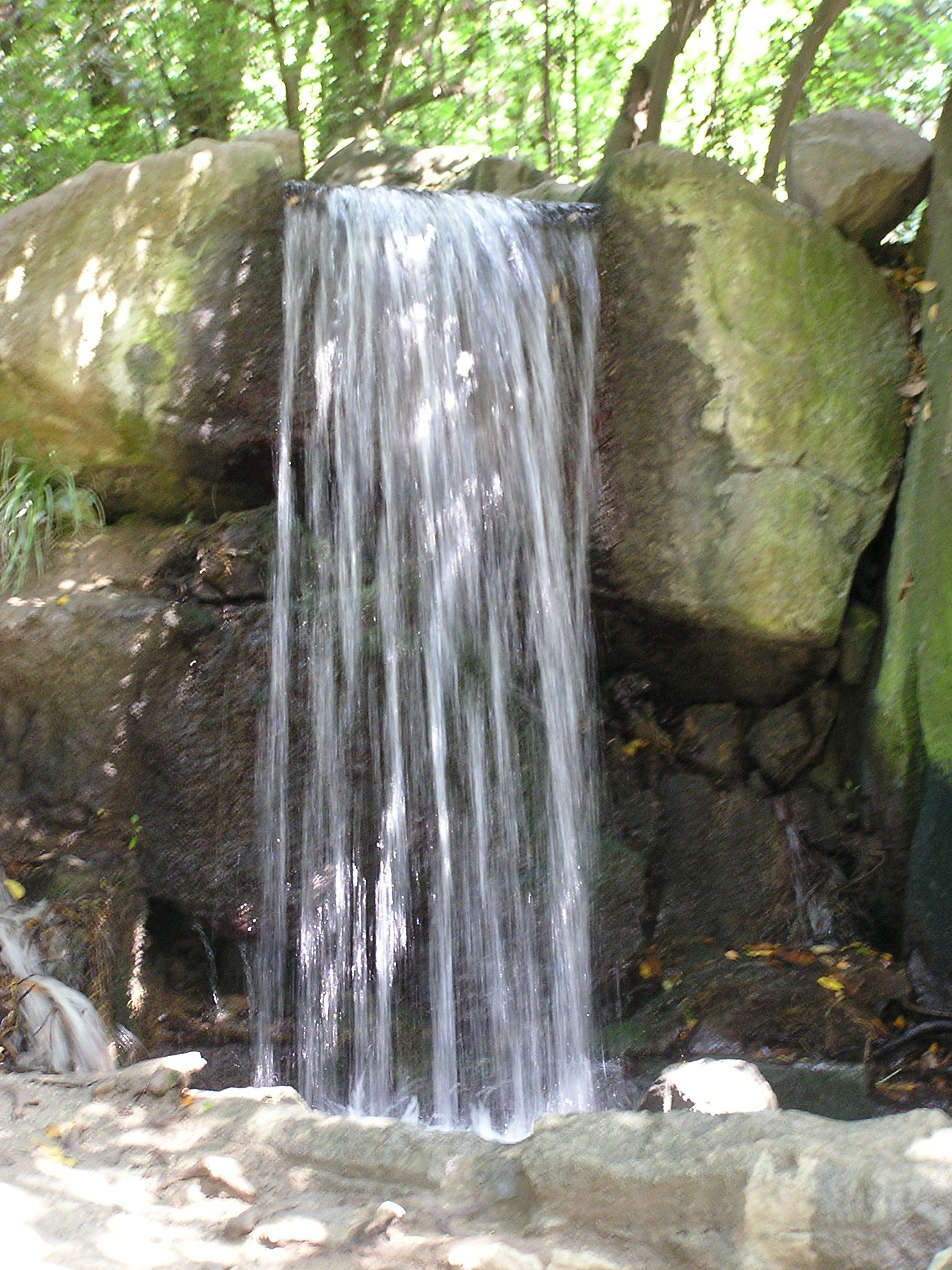
Водоспад, Алупкинський парк Воронцовського палацу

Алупкинський парк (також відомий як Воронцовський парк) — парк на території Алупки (Велика Ялта).

## Загальний опис
Алупкинський парк — пам'ятка вітчизняного садово-паркового мистецтва, заснований у першій половині XIX століття під керівництвом німецького садівника Карла Кебаха. Складає єдиний ансамбль із Воронцовським палацом.
Площа парку близько 40 гектар. На його території налічується близько 200 видів, різновидів і садових форм екзотичних дерев і чагарників. Акліматизовані безліч рослин країн Середземномор'я, Північної та Південної Америки, Східної Азії. У парку ростуть магнолія крупноквіткова, платан східний, дуб корковий, сосна італійська, суничник дрібноплідний, суничник великоплідний, араукарія чилійська, калина вічнозелена, пальми, лаври, кипариси, маслини.
Парк розбито у пейзажному (ландшафтному стилі), який не спотворює, а доповнює природу, за принципом амфітеатру (в основі якого лежить «Чайний будиночок» на березі моря). Прибережні шосе, що з'єднує Ялту з Сімеїзом, парк поділяється на Верхній і Нижній.
Визначні пам'ятки Верхнього парку:
- Місячний камінь;
- Малий і Великий Хаос;
- Форелеве, Дзеркальне і Лебедине озера;
- Платанова, Сонячна, Контрастна і Каштанова галявини;
- Фонтан «Трільбі» — побудований у 1829 році, походження назви достовірно не відомо; згідно з однією версією названо в пам'ять улюбленого собаки графа Воронцова, згідно з іншою — на честь доброго домашнього духу з оповідання Шарля Нодьє;

Визначні пам'ятки Нижнього парку:
- «Фонтан сліз» — варіант Бахчисарайського фонтану;
- Фонтан «Мушля»
- Джерела «Котяче око» і «Чайний будиночок»
- Скеля І. Айвазовського
- Левова тераса — тераса, що примикає до південної стороні Воронцовського палацу, на якій розташовані три пари левів: сплячі, пробуджуються і безсонні. Скульптури виконані з білого каррарського мармуру в майстерні В. Боннані.

## Галерея

Комплекс споруд Воронцовського палацу
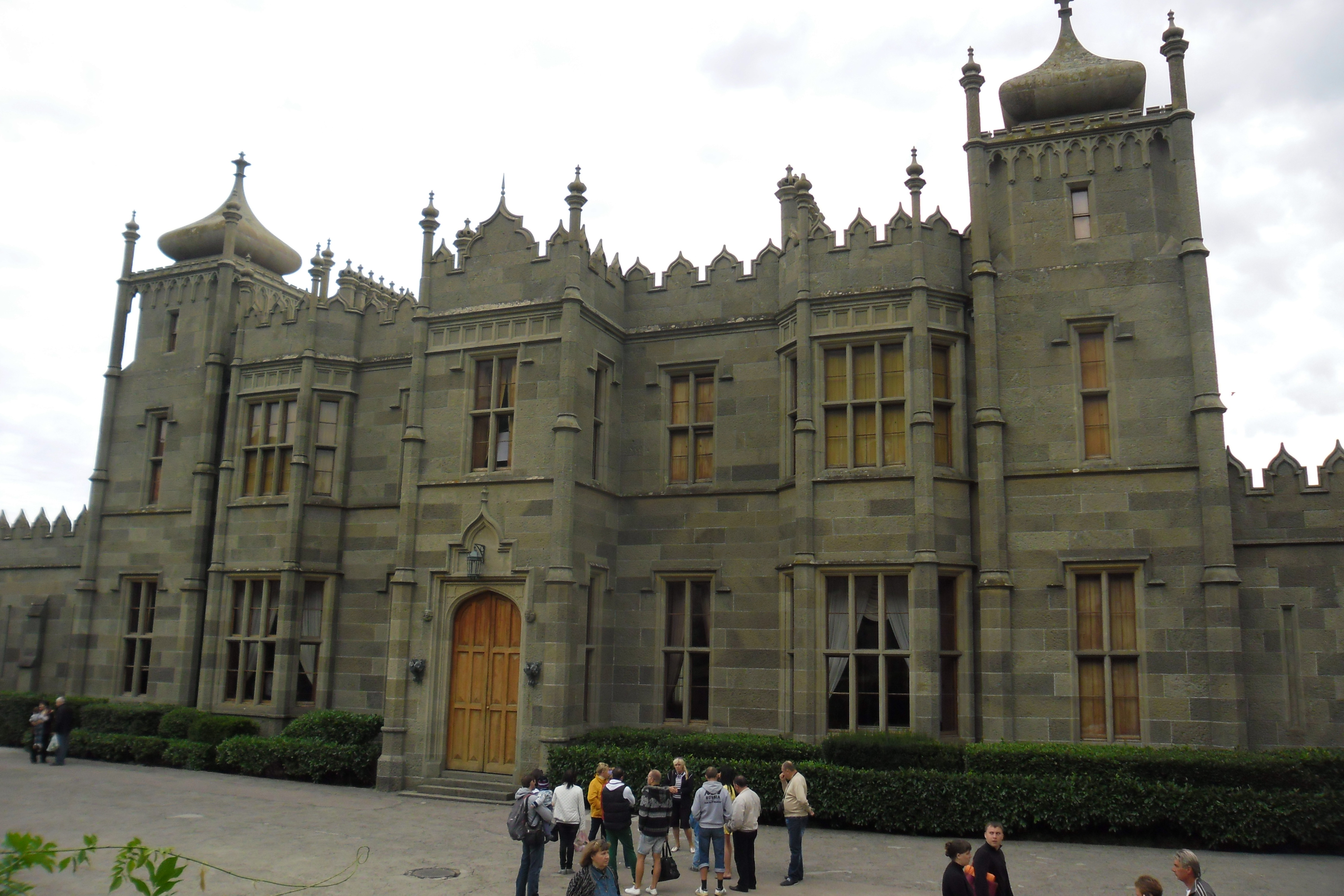
Воронцовський палац
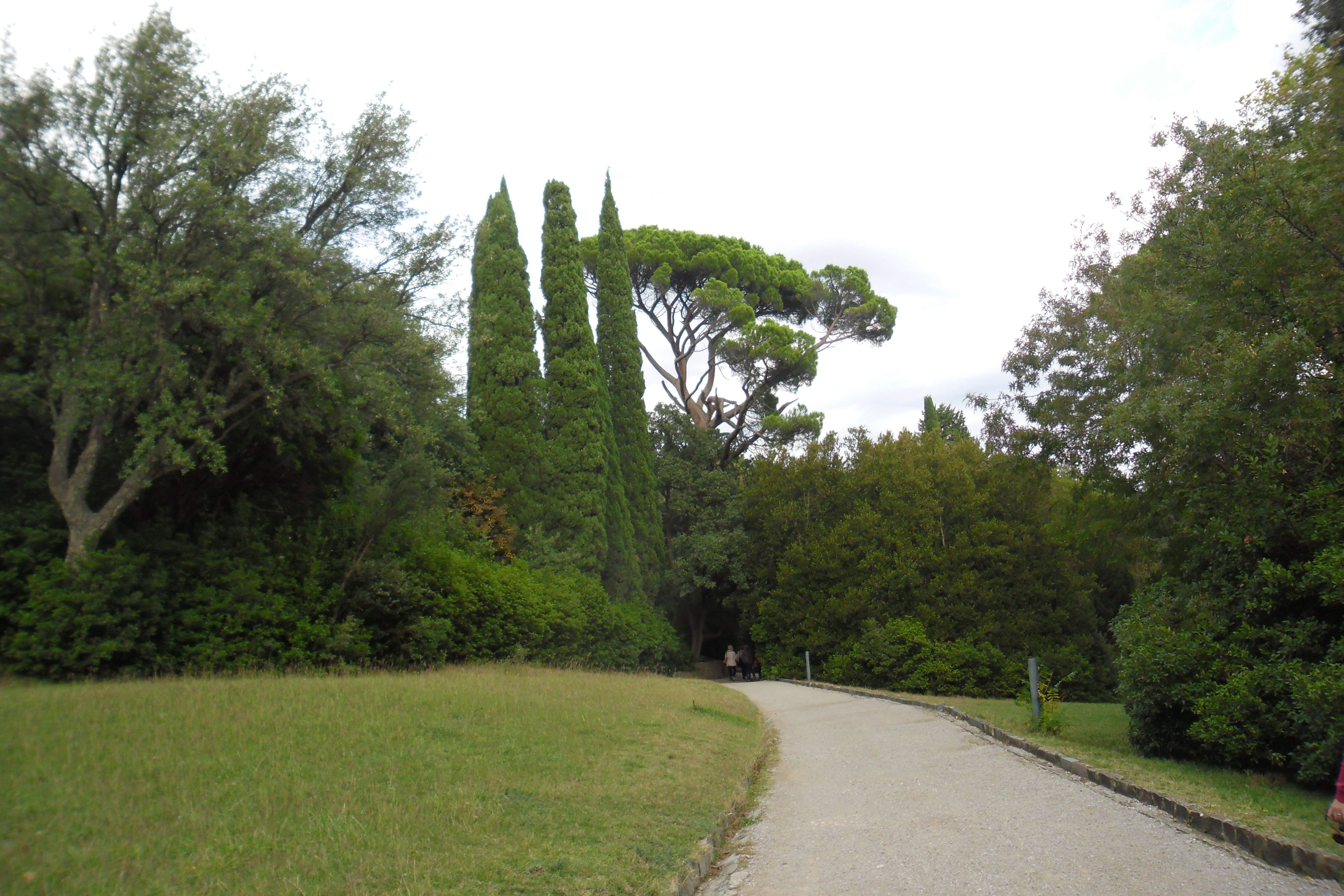
Воронцовський парк. Фрагмент.
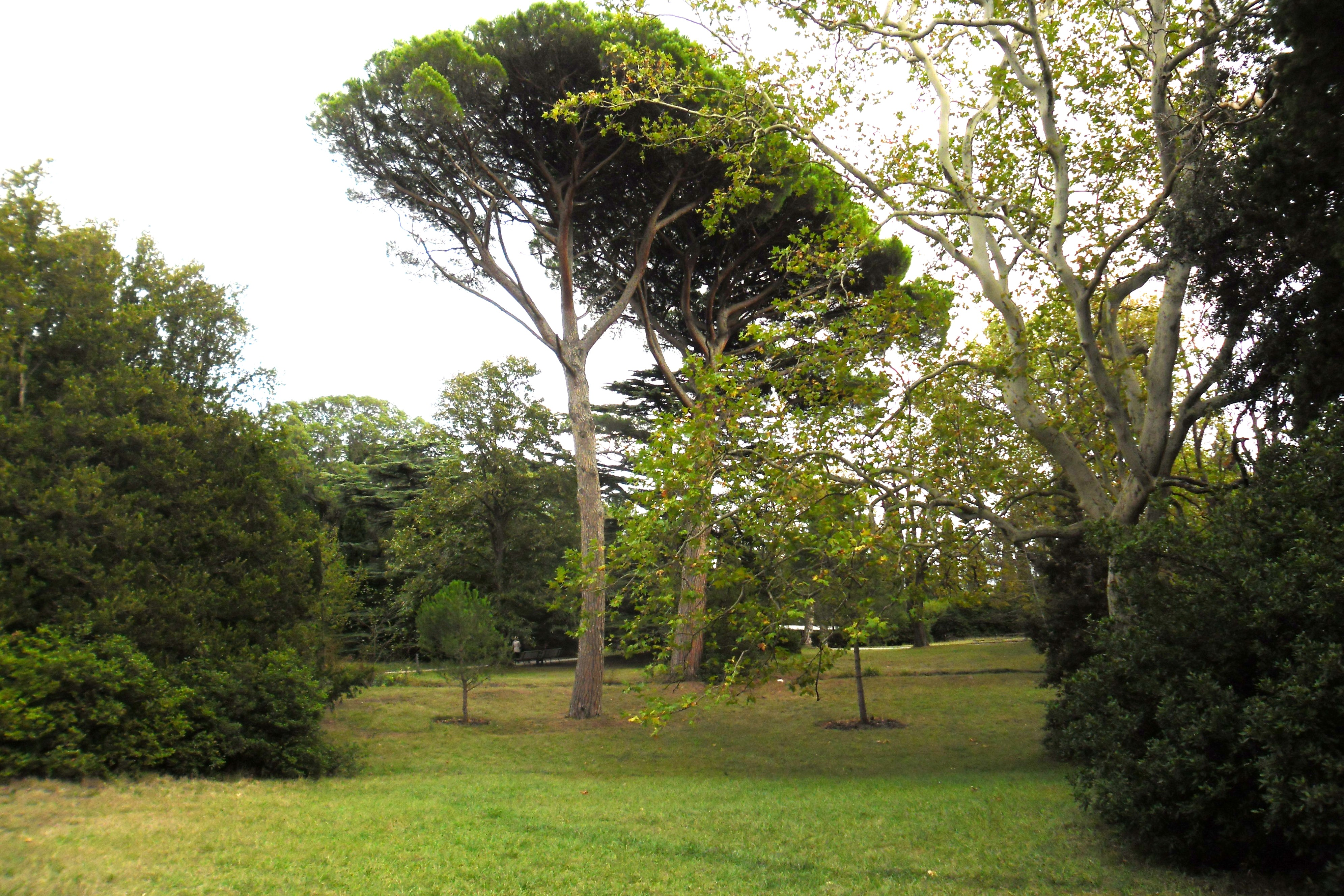
Воронцовський парк. Фрагмент.
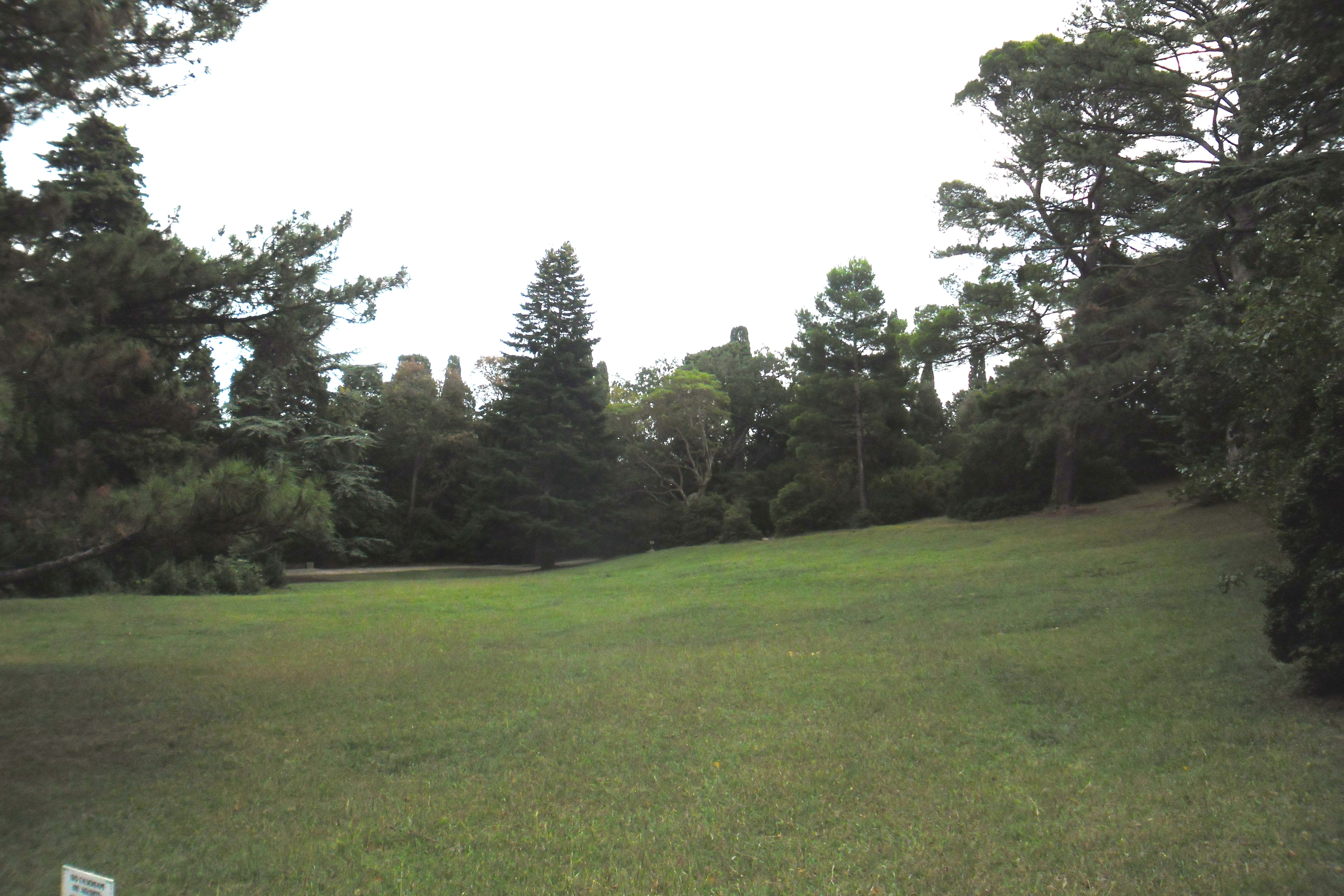
Воронцовський парк. Галявина.
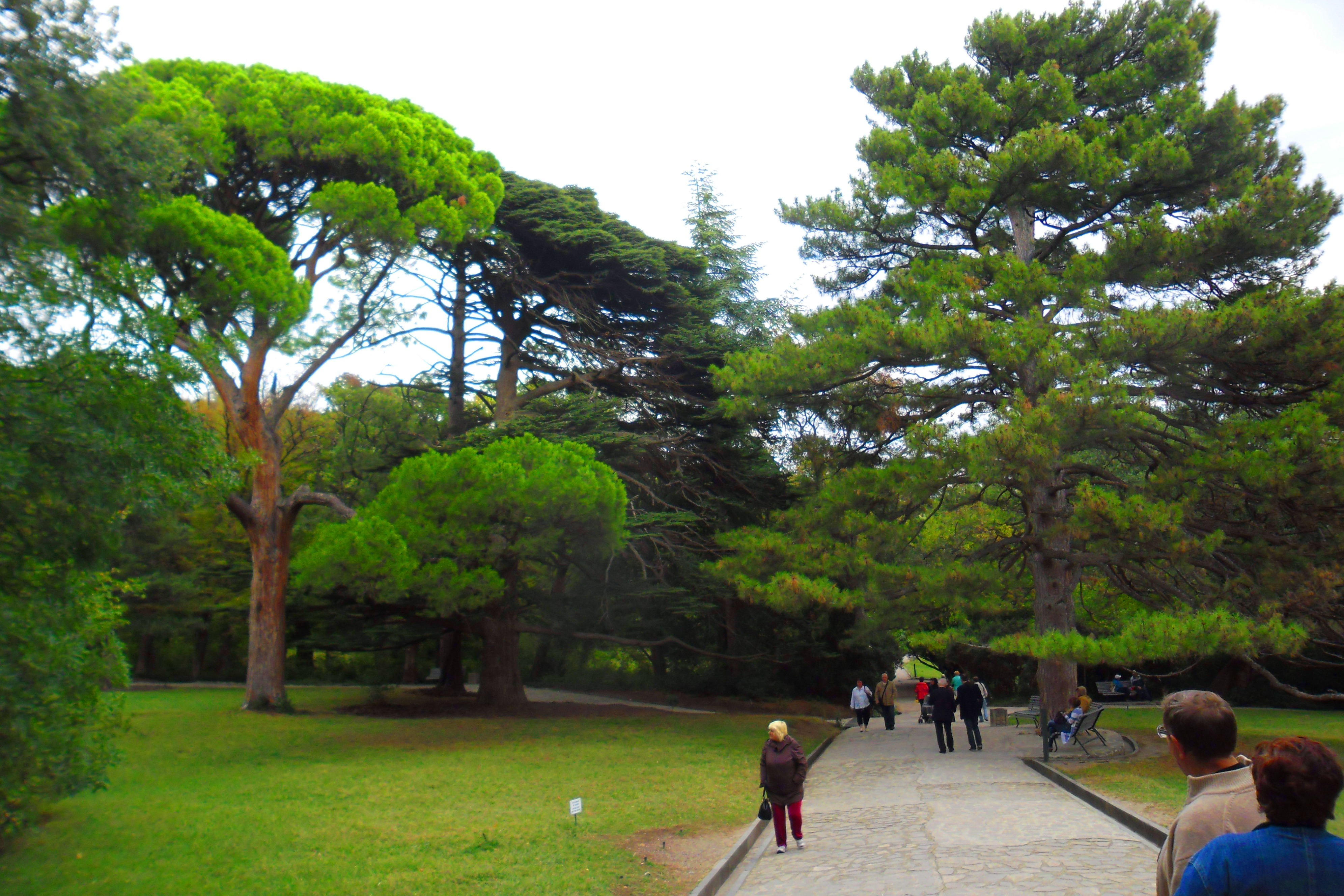
Воронцовський парк. Фрагмент.
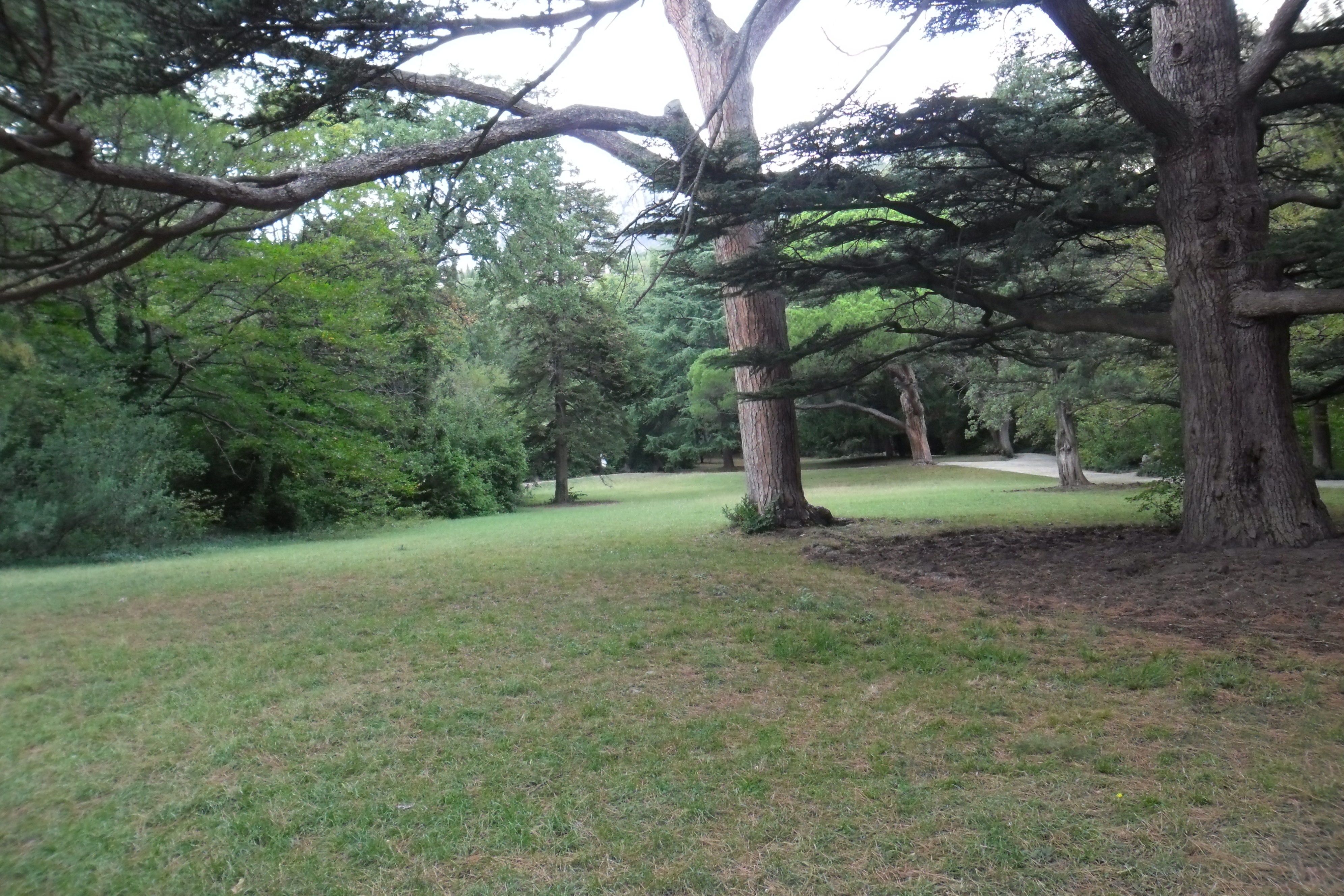
Воронцовський парк. Фрагмент.
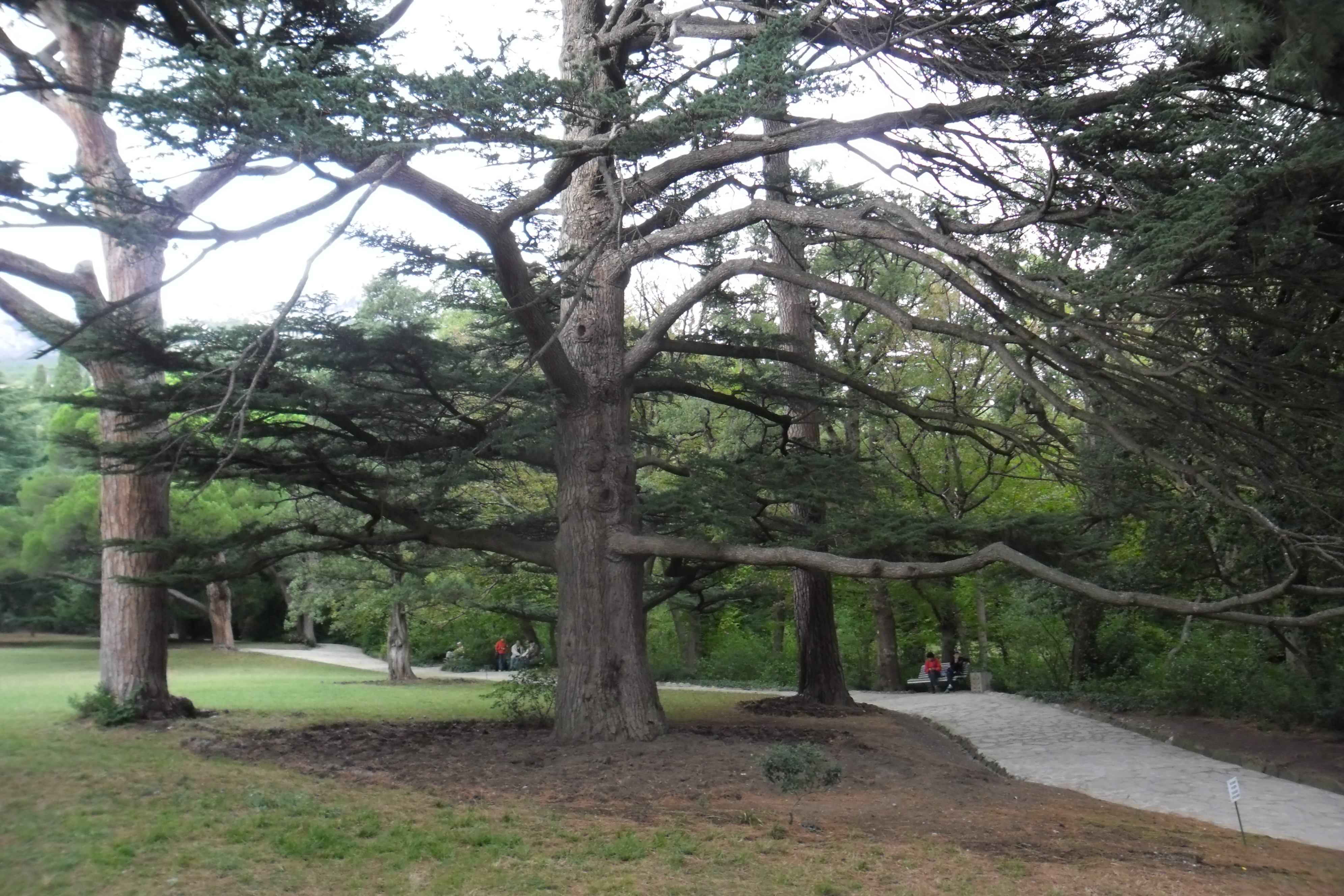
Воронцовський парк. Фрагмент.
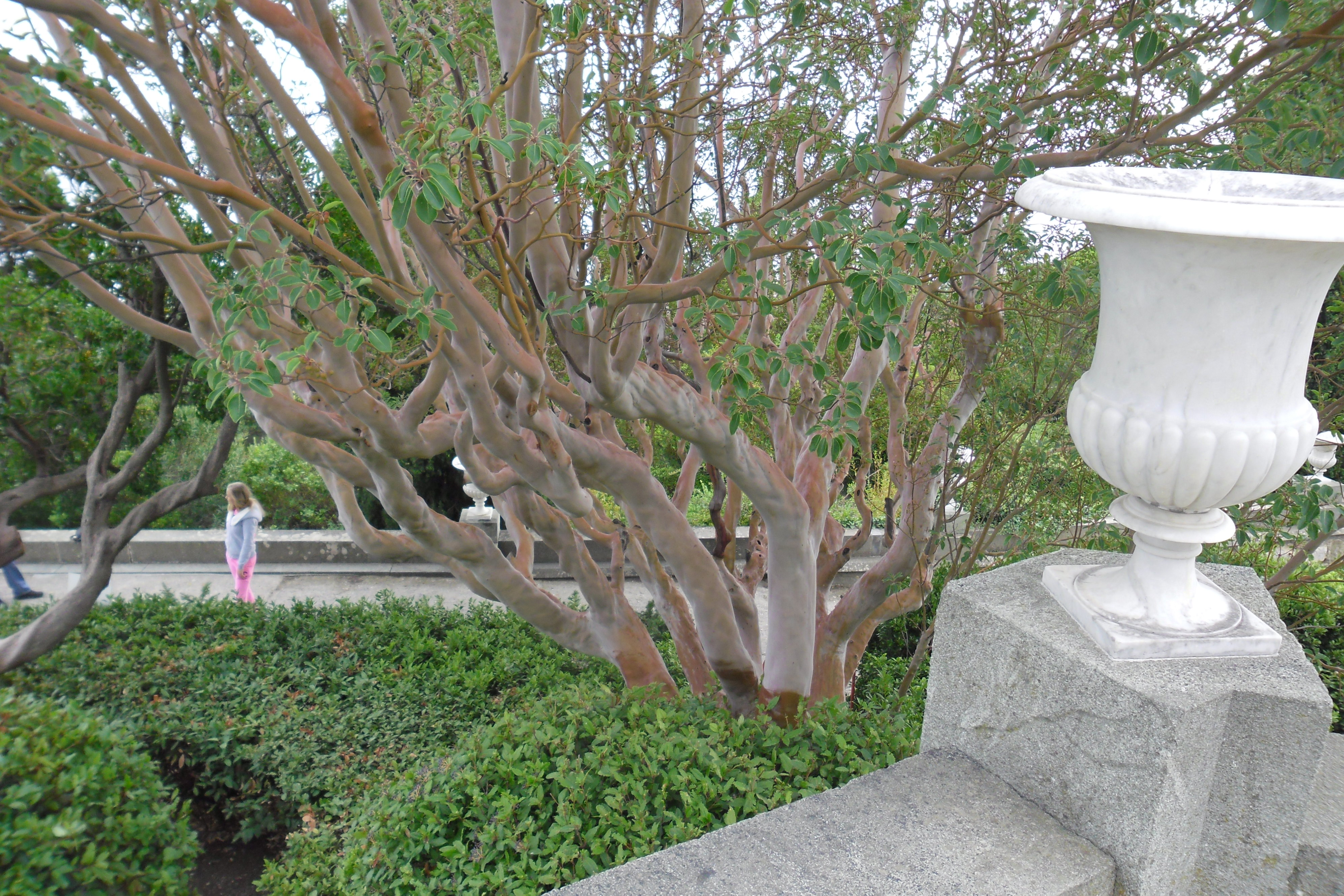
Платан в Алупкинському парку.
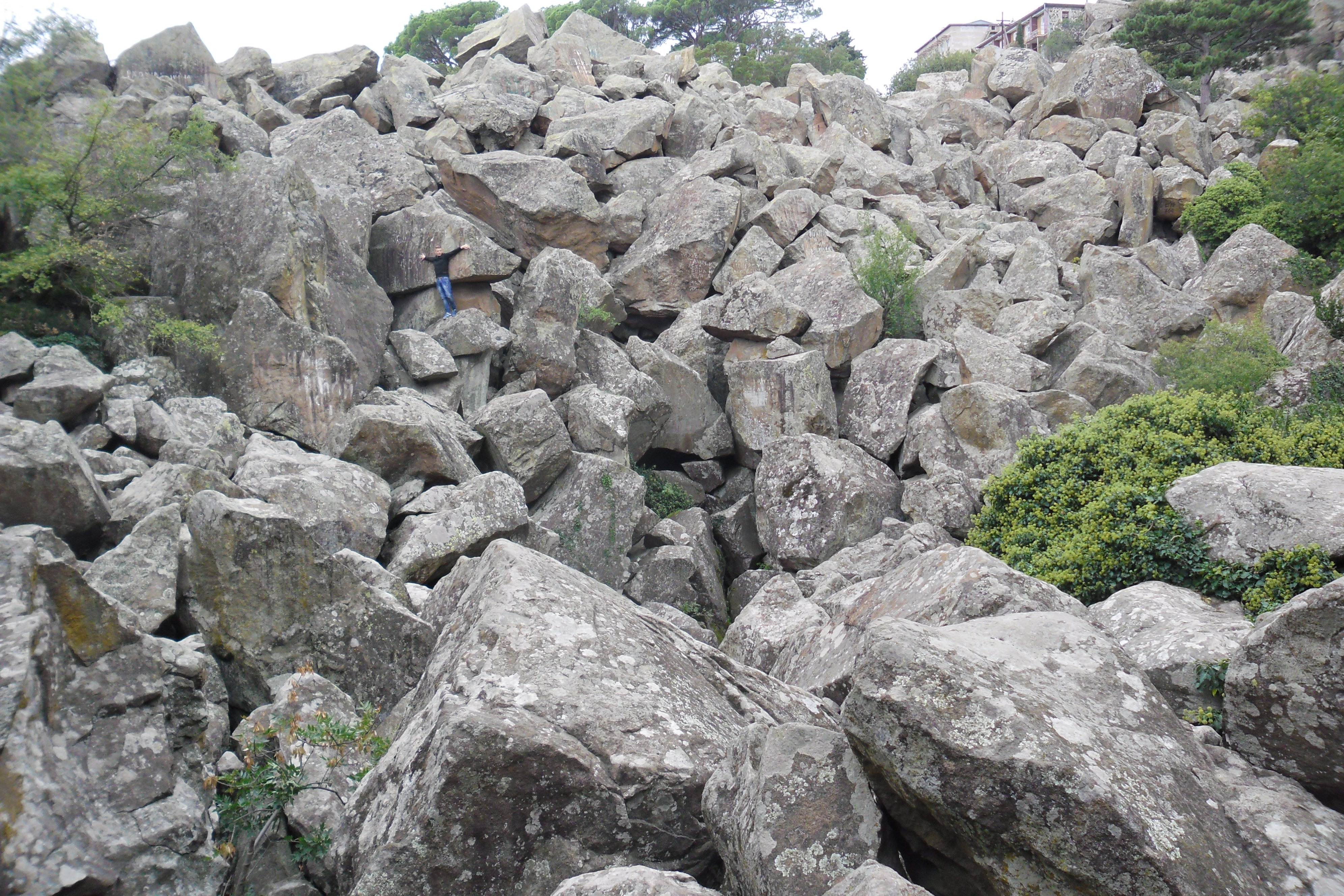
Великий Хаос. Людина в кадрі показує масштаб каменів Хаосу.
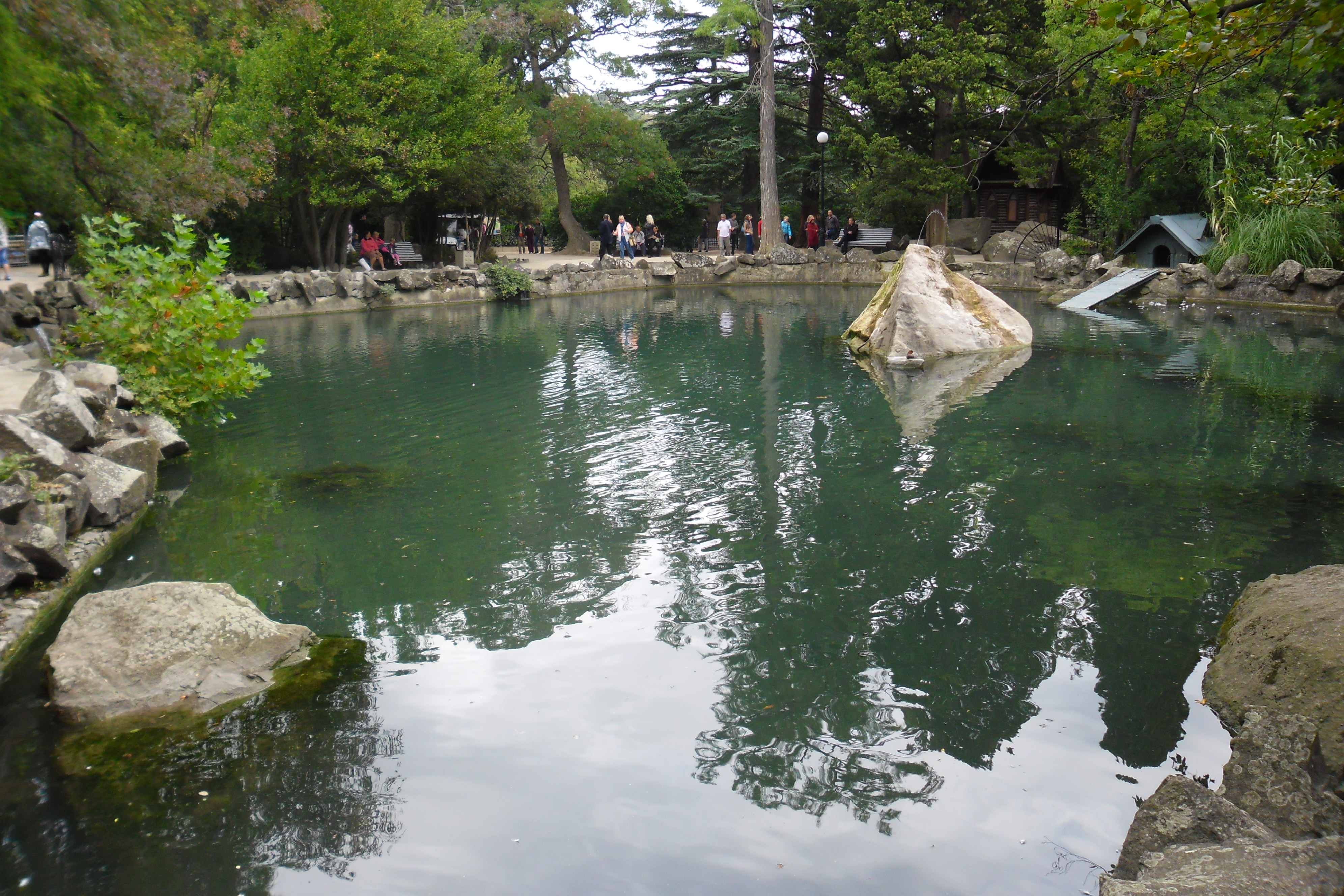
Озерце. Воронцовський парк.
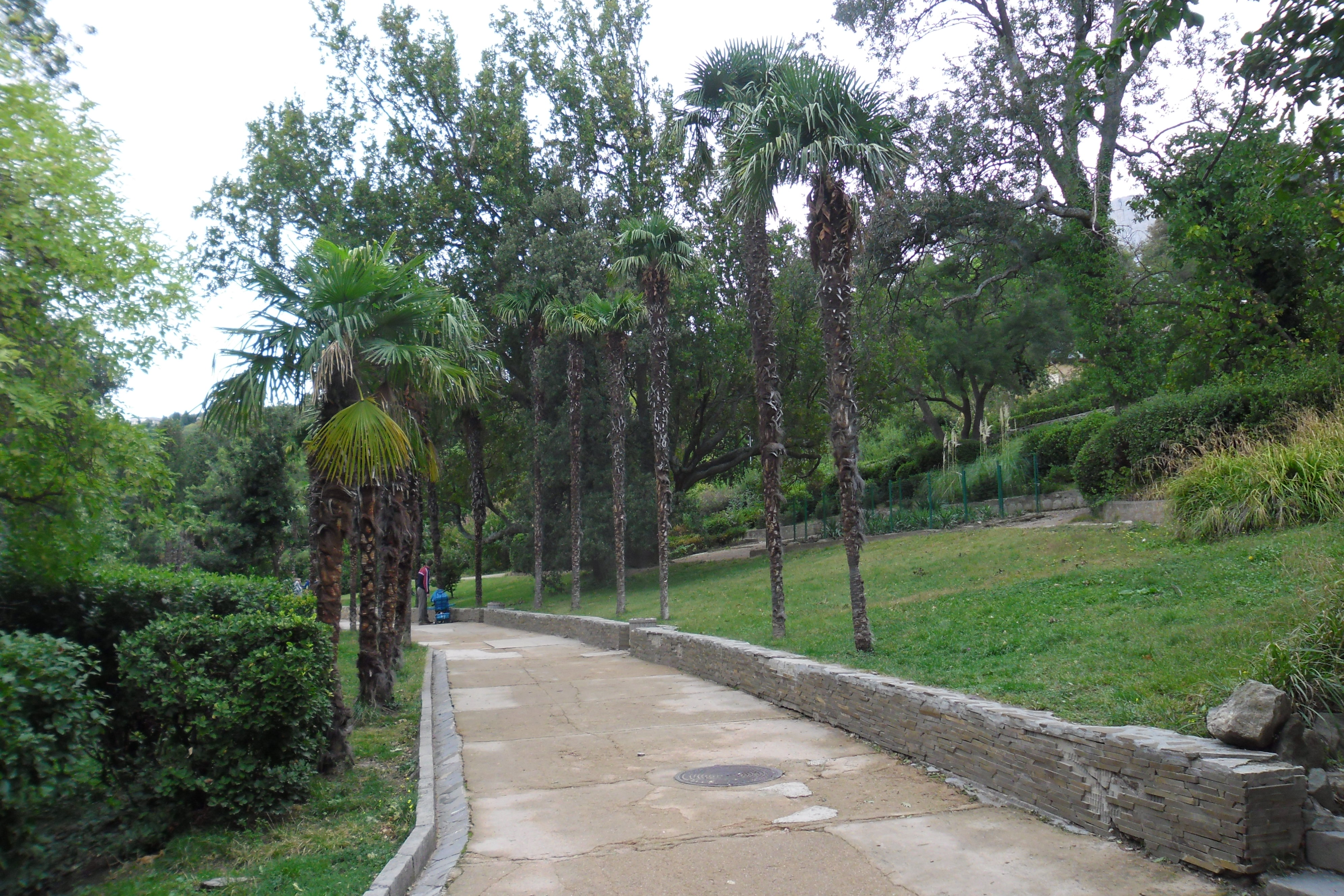
Воронцовський парк, фрагмент з пальмами.
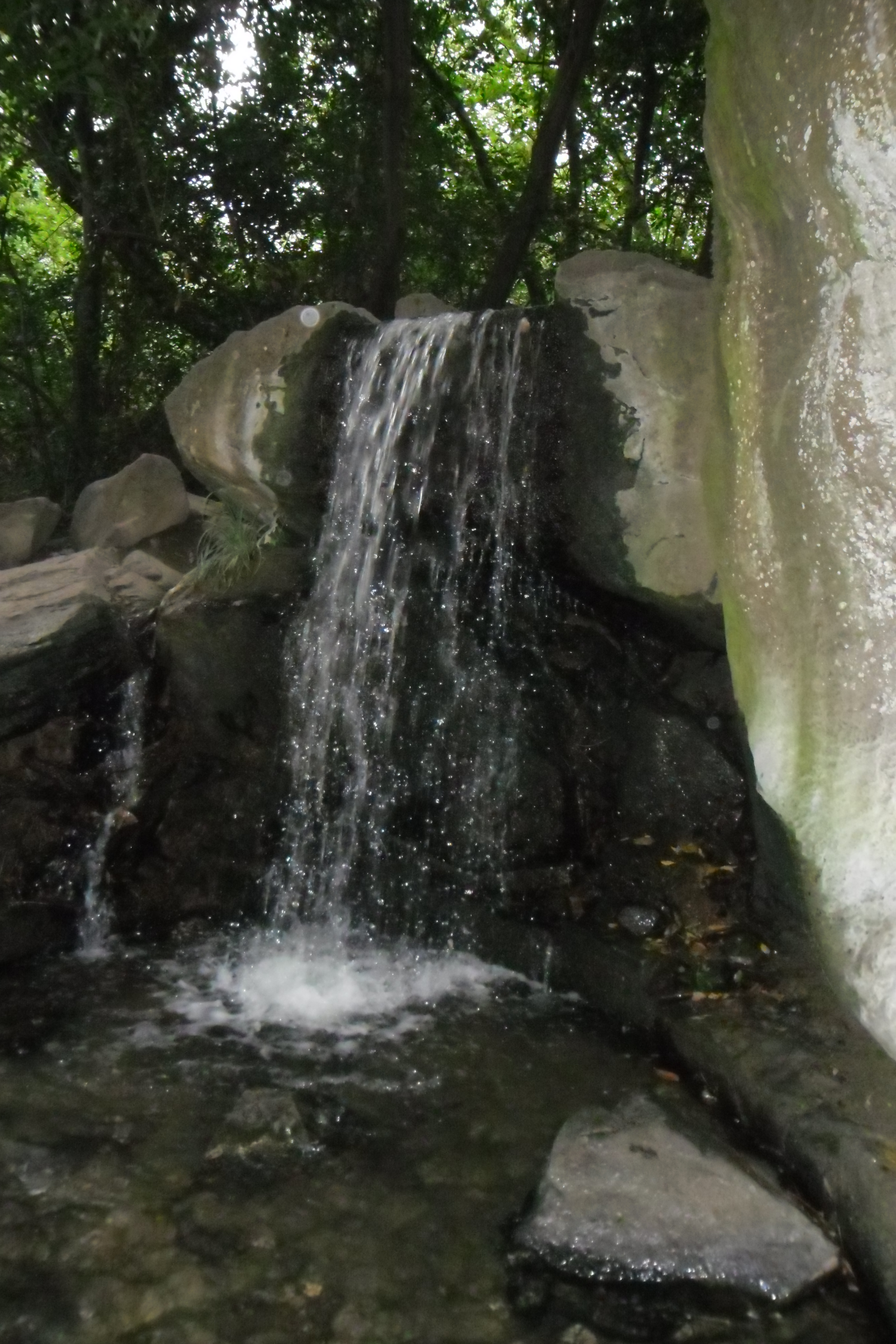
Воронцовський парк. Водоспад.
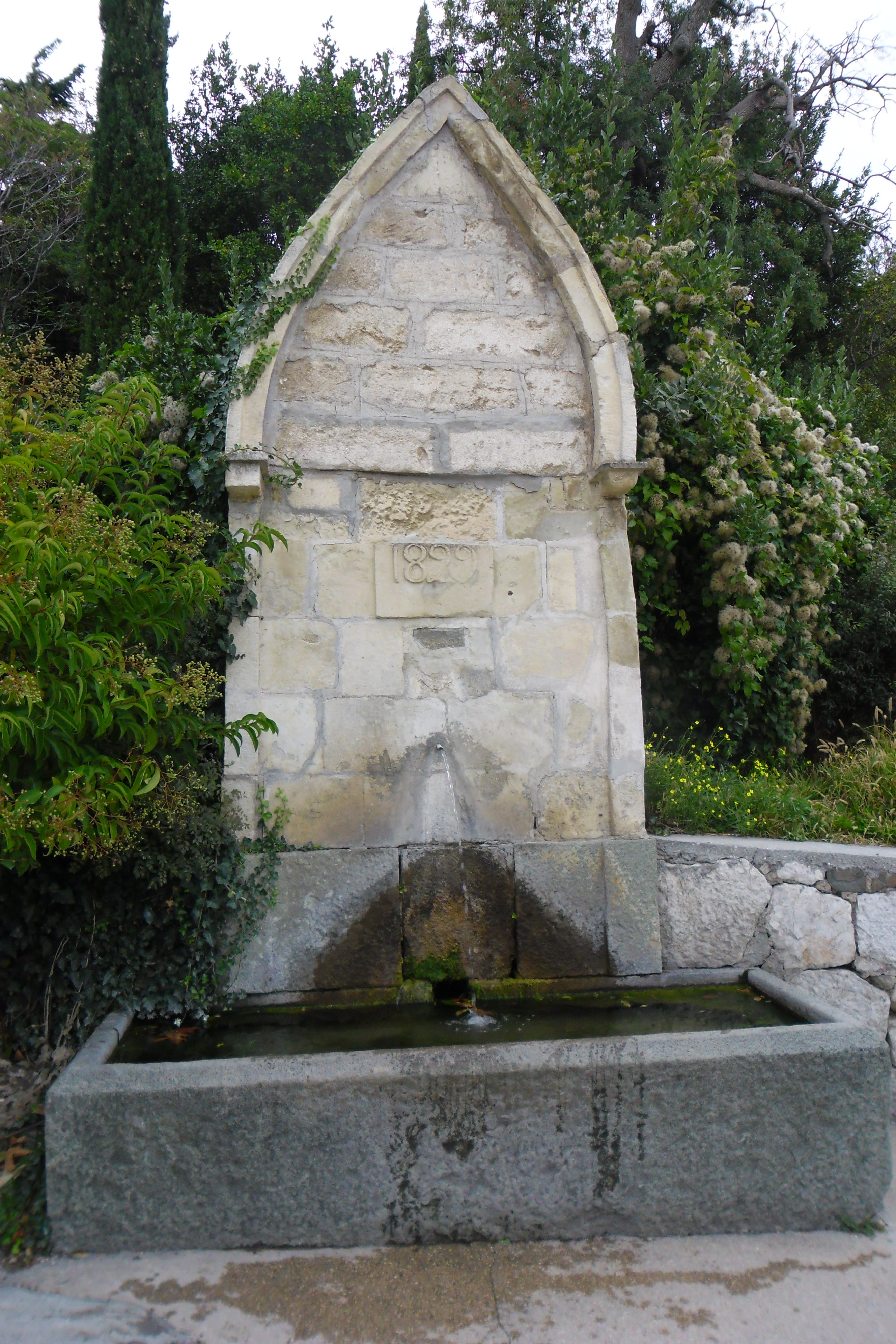
Воронцовський парк. Джерело.
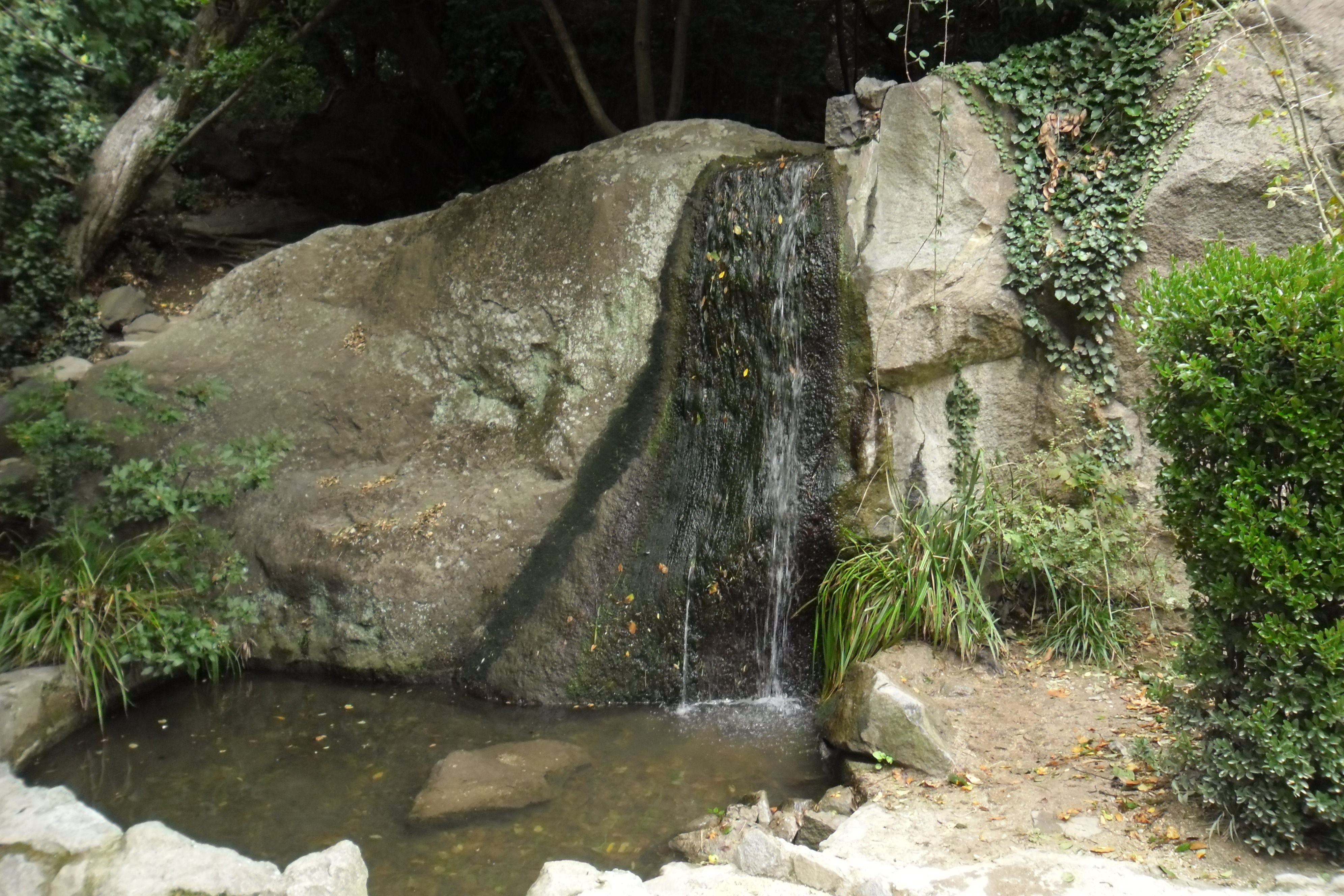
Воронцовський парк. Джерело-струмок.